# Annaleigh Ashford
Annaleigh Amanda Swanson (Denver, 25 de junho de 1985), mais conhecida como Annaleigh Ashford, é uma atriz e cantora americana. Ela é mais conhecida por seu papel como Betty DiMello em Masters of Sex.

## Filmografia

### Cinema
| Ano  | Título                  | Papel                     |
| ---- | ----------------------- | ------------------------- |
| 2008 | Sex and the City        | Rainha da etiqueta mimada |
| 2008 | Rachel Getting Married  | Caixa de Parada Rápida    |
| 2013 | Frozen                  | Vozes adicionais          |
| 2014 | Top Five                | Michele                   |
| 2016 | Better Off Single       | Anne                      |
| 2016 | Love on the Run         | Liza                      |
| 2017 | Unicorn Store           | Crystal                   |
| 2018 | Second Act              | Hildy Ostrander           |
| 2019 | Late Night              | Mimi Mismatch             |
| 2019 | A Rainy Day in New York | Lily                      |
| 2019 | Bad Education           | Jenny Aquila              |
| 2024 | Hold Your Breath        | Esther Smith              |

### Televisão
| Ano       | Título                                                      | Papel                      | Notas                                 |
| --------- | ----------------------------------------------------------- | -------------------------- | ------------------------------------- |
| 2009      | Haute & Bothered                                            | Mckenzie                   | 2 episódios                           |
| 2010      | Law & Order                                                 | Mia                        | Episódio: "Immortal"                  |
| 2010-2012 | Submissions Only                                            | Menina adorável            | 7 episódios                           |
| 2011      | The Big C                                                   | Chloe                      | Episódio: "Cats and Dogs"             |
| 2012      | A Gifted Man                                                | Shauna                     | Episódio: "In Case of Complications"  |
| 2012-2013 | Smash                                                       | Lisa McMann                | 2 episódios                           |
| 2012      | Nurse Jackie                                                | Cori                       | Episódio: "Kettle-Kettle-Black-Black" |
| 2012      | Made in Jersey                                              | Jackie                     | Episódio: "Pilot"                     |
| 2013–2016 | Masters of Sex                                              | Betty DiMello              | 37 episódios                          |
| 2013      | Law & Order: Special Victims Unit                           | Lindsay Anderson           | Episódio: "October Surprise"          |
| 2016      | The Rocky Horror Picture Show: Let's Do the Time Warp Again | Columbia                   | Filme de TV                           |
| 2018      | The Assassination of Gianni Versace: American Crime Story   | Elizabeth Cote             | 4 episódios                           |
| 2018–2019 | God Friended Me                                             | Fliss                      | 2 episódios                           |
| 2019      | Younger                                                     | Shelly Rozansky            | 4 episódios                           |
| 2019      | Unbelievable                                                | Lily Darrow                | 3 episódios                           |
| 2019      | Evil                                                        | Bridget Farrell            | Episódio: "Vatican III"               |
| 2020      | The Good Fight                                              | Roisin Orbinson            | 2 episódios                           |
| 2020      | The Undoing                                                 | Alexis Young               | Episódio: "The Missing"               |
| 2020-2022 | B Positive                                                  | Gina Dabrowski             | 34 episódios                          |
| 2021      | Q-Force                                                     | Vox Tux                    | Episódio: "EuropeVision"              |
| 2021      | Impeachment: American Crime Story                           | Paula Jones                | 10 episódios                          |
| 2022      | Big Mouth                                                   | O Teste de Pureza do Arroz | Episódio: "Rice Purity Test"          |
| 2022-2023 | Welcome to Chippendales                                     | Irene Banerjee             | 7 episódios                           |
| 2025      | Happy Face                                                  | Melissa                    | 8 episódios                           |

### Teatro
| Ano  | Título                         | Papel               | Notas        |
| ---- | ------------------------------ | ------------------- | ------------ |
| 2007 | Legally Blonde                 | Margot / Elle Woods | Broadway     |
| 2007 | Wicked                         | Glinda              | Broadway     |
| 2010 | Hair                           | Jeanie              | Broadway     |
| 2011 | Rent                           | Maureen             | Off-Broadway |
| 2012 | Dogfight                       | Marcy               | Off-Broadway |
| 2013 | Kinky Boots                    | Lauren              | Broadway     |
| 2014 | You Can't Take It with You     | Essie               | Broadway     |
| 2015 | Sylvia                         | Sylvia              | Broadway     |
| 2017 | Sunday in the Park with George | Dot / Marie         | Broadway     |
| 2017 | A Midsummer Night's Dream      | Helena              | Off-Broadway |
| 2023 | Sweeney Todd                   | Sra. Lovett         | Broadway     |

## Discografia

### Álbuns ao vivo
- 2015: Lost in the Stars: Live at 54 Below

### Singles
Como artista convidada
- 2016: "A New Year" (com Will Van Dyke)
- 2021: "Another Time" (com Will Van Dyke)